# Anamur
Anamur és un poble a la costa sud mediterrània d'Anatòlia a Turquia, a la província de Mersin, districte d'Anamur, entre Alanya i la ciutat de Mersin. És el punt més al sud de Turquia i es troba a uns 3 km dels primers contraforts de l'Anamur Burno. El seu nom deriva del nom grec, Anemúrion ('punta ventosa'). Fou capital d'un kada (districtre) del vilayat d'Icel que tenia una població el 1945 de 23.725 habitants dels quals només 2734 vivien a la citat. La població actual és de 70.000 habitants (vers 2000).

## Història
El territori va estar sota control d'assiris i hitites. El rei hitita Tudhalias IV (1240-1210 aC) la va concedir a Mattuwata, un hurrita expulsat pels assiris que s'havia refugiat al seu regne, però aquest va aprofitar la debilitat hitita, i la derrota davant els assiris a Isuwa, per erigir un regne independent sota la seva sobirania, que va estendre el seu control fins a l'Anatòlia central.
Els navegants fenicis i van fundar un establiment potser al segle XII aC. La seva història durant els següents quatre segles és desconeguda; vers el segle viii aC estava sota influència o dependència dels reis de Cilícia i a l'entorn del 700 aC i durant uns 15 anys, va dependre d'Assíria; vers el 546 aC va passar a mans de l'Imperi Persa Aquemènida; el 334 aC va quedar en mans d'Alexandre el Gran de Macedònia, i a la seva mort (323 aC) va passar aviat sota el contra d'Antígon el Borni però disputada amb els ptolemeus egipcis fins que el 301 aC es va establir l'Imperi Selèucida.
La ciutat va passar a Roma al segle i aC, el 79 aC, i va seguir després la resta de Cilícia. Marc Antoni va cedir la província a Cleòpatra VII d'Egipte el 40 aC que la va posseir fins al 30 aC. Fou descrita per Estrabó. Monedes romanes d'alguns emperadors s'han trobat a la ciutat. Anemúrion degué tenir importància per les ruïnes que s'han trobat amb teatre, un odèon, tombes, banys, basílica i muralles a part de moltes estructures menors. Vers el 260 fou damnada pels perses i va començar la decadència emmarcada en la general de l'Imperi; el 395 va quedar dins l'Imperi Romà d'Orient. La ciutat va patir després atacs dels muntanyencs isauris.
Al segle iv o potser ja abans fou seu d'un bisbe i fins a quatre esglésies primitives cristianes es van trobar a les excavacions; el 580 la ciutat fou parcialment destruïda per un terratrèmol. Les excavacions van determinar que la ciutat va existir fins vers la segona meitat del segle vii, quan fou abandonada pels atacs àrabs. Fou ocupada per primer cop pel musulmans sota el califa Umar, però només temporalment però després hi va haver altres atacs en les sayfas (expedicions de saqueig) musulmanes al llarg del segle vii.
Al segle xi (després del 1071) els turcmans van entrar a la regió però va quedar en possessió del Regne Armeni de Cilícia que van posar en ús la fortalesa abandonada; al segle xiii els karaman-oghlu la van ocupar vers el 1230. A l'edat mitjana apareix esmentada pels mercaders italians amb el nom de Stallimuri, Stalemura i altres similars. D'aquesta època és el fortí croat de Mamure (construït sobre un fortí romà del segle iii o iv ampliat pels romans d'Orient) que els turcs seljúcides de Rum van ocupar (1221) i després els karamànides van restaurar i al que anomenen Mamuriyye Kalesi, que encara existeix en força bon estat. Els karamànides van construir també el pont Alaköprü encara existent a la carretera cap a Ankara. Va passar als otomans amb el Beylik de Karaman-oğlu.
L'oficial britànic Francis Beaufort va donar a conèixer les ruïnes el 1812.
Modernament, com una de les ciutats més caloroses de Turquia, cultiva plàtans junt amb altres productes agrícoles. incloent alguns productes tropicals com papaies, pinyes i altres. El 40% de la maduixa del país és d'aquesta comarca. Les comunicacions són molt dolentes i no permeten desenvolupar el turisme; hi ha un resort anomenat Anamur Iskele. L'exèrcit té una base prop. L'illa de Xipre a uns 60 km es pot veure els dies clars. Les restes de la ciutat clàssica es poden visitar i es conserven les muralles, alguns mosaics, el teatre i alguns edificis destinats a banys a més del sistema d'aigües i restes d'aqüeductes i les runes d'un palau o acròpolis i les tombes romanes i romanes d'Orient de la rodalia. Un altre atractiu de la ciutat són algunes coves, especialment la de Çukurpınar, una de les més llargues del món amb 1.420 metres. A Köşekbükü el clima és adequat per al tractament de l'asma.